# Canción para la Navidad/Avelín
Canción para la Navidad/Avelín es un doble sencillo del cantautor español José Luis Perales del álbum El pregón. Fue lanzado en 1974 por la discográfica Hispavox (completamente absorbida por EMI en 1985), siendo Rafael Trabucchelli† el director de producción.
Fueron publicados dos discos con distintas carátulas.

## Lista de canciones
| Lado A |                           |          |  |
| N.º    | Título                    | Duración |  |
| 1.     | «Canción para la Navidad» |          |  |

| Lado B |          |          |  |
| N.º    | Título   | Duración |  |
| 1.     | «Avelín» |          |  |

## Créditos y personal

### Músicos
- Arreglos y dirección de orquesta: Juan Márquez

### Personal de grabación y posproducción
- Todas las canciones compuestas por José Luis Perales
- Compañía discográfica: Hispavox
- Productor Musical: Rafael Trabucchelli†
- Fotografía: Juan, Elías y Juan Carlos Dolcet†

### Créditos y personal
- «DISCOGRAFÍA - EL PREGÓN». joseluisperales.net. 2012. Archivado desde el original el 26 de abril de 2012. Consultado el 15 de enero de 2013.

- Datos: Q16542434